# لوکاس زلارایان
لوکاس زلارایان (اسپانیایی: Lucas Manuel Zelarayán‎؛ زادهٔ ۲۰ ژوئن ۱۹۹۲ در کوردوبا) بازیکن فوتبال در پست هافبک ارمنی‌تبار اهل آرژانتین است.

## باشگاهی
از باشگاه‌هایی که در آن بازی کرده است می‌توان به کلمبوس کرو و باشگاه فوتبال تیگرس اونال اشاره کرد.
تا تاریخ ۲۹ مه ۲۰۲۱
| باشگاه               | فصل           | لیگ                   | لیگ    | لیگ  | جام حذفی | جام حذفی | قاره‌ای | قاره‌ای | سایر   | سایر | مجموعاً | مجموعاً |
| باشگاه               | فصل           | دسته                  | بازی‌ها | گل‌ها | بازی‌ها   | گل‌ها     | بازی‌ها | گل‌ها   | بازی‌ها | گل‌ها | بازی‌ها | گل‌ها   |
| -------------------- | ------------- | --------------------- | ------ | ---- | -------- | -------- | ------ | ------ | ------ | ---- | ------ | ------ |
| باشگاه ورزشی بلگرانو | 2011–12       | لیگ برتر آرژانتین     | ۰      | ۰    | ۱        | ۰        | —      | —      | —      | —    | ۱      | ۰      |
| باشگاه ورزشی بلگرانو | 2012–13       | لیگ برتر آرژانتین     | ۸      | ۰    | ۱        | ۰        | —      | —      | —      | —    | ۹      | ۰      |
| باشگاه ورزشی بلگرانو | 2013–14       | لیگ برتر آرژانتین     | ۱۸     | ۱    | ۱        | ۰        | ۰      | ۰      | —      | —    | ۱۹     | ۱      |
| باشگاه ورزشی بلگرانو | 2014          | لیگ برتر آرژانتین     | ۱۹     | ۴    | ۰        | ۰        | —      | —      | —      | —    | ۱۹     | ۴      |
| باشگاه ورزشی بلگرانو | 2015          | لیگ برتر آرژانتین     | ۳۰     | ۵    | ۱        | ۰        | ۲      | ۰      | —      | —    | ۳۳     | ۵      |
| باشگاه ورزشی بلگرانو | مجموعاً        | مجموعاً                | ۷۲     | ۱۰   | ۴        | ۰        | ۲      | ۰      | —      | —    | ۷۸     | ۱۰     |
| تیگرس اونال          | ۲۰۱۵–۱۶       | لیگ برتر مکزیک        | ۱۵     | ۱    | ۰        | ۰        | ۴      | ۰      | ۱      | ۰    | ۲۰     | ۱      |
| تیگرس اونال          | ۲۰۱۶–۱۷       | لیگ برتر مکزیک        | ۴۰     | ۸    | ۰        | ۰        | ۷      | ۰      | ۱      | ۰    | ۴۸     | ۸      |
| تیگرس اونال          | ۲۰۱۷–۱۸       | لیگ برتر مکزیک        | ۲۱     | ۳    | ۲        | ۰        | ۴      | ۱      | ۲      | ۱    | ۲۹     | ۵      |
| تیگرس اونال          | ۲۰۱۸–۱۹       | لیگ برتر مکزیک        | ۲۲     | ۵    | ۲        | ۰        | ۲      | ۰      | ۲      | ۰    | ۲۸     | ۵      |
| تیگرس اونال          | ۲۰۱۹–۲۰       | لیگ برتر مکزیک        | ۱۵     | ۴    | ۰        | ۰        | ۰      | ۰      | —      | —    | ۱۵     | ۴      |
| تیگرس اونال          | مجموعاً        | مجموعاً                | ۱۱۳    | ۲۱   | ۴        | ۰        | ۱۷     | ۱      | ۶      | ۱    | ۱۴۰    | ۲۳     |
| کلمبوس کرو           | ۲۰۲۰          | لیگ برتر ایالات متحده | ۱۶     | ۶    | —        | —        | —      | —      | ۵      | ۲    | ۲۱     | ۸      |
| کلمبوس کرو           | ۲۰۲۱          | لیگ برتر ایالات متحده | ۶      | ۳    | ۰        | ۰        | ۳      | ۱      | ۰      | ۰    | ۹      | ۴      |
| کلمبوس کرو           | مجموعاً        | مجموعاً                | ۲۲     | ۹    | ۰        | ۰        | ۳      | ۱      | ۵      | ۲    | ۳۰     | ۱۲     |
| Career مجموعاً        | Career مجموعاً | Career مجموعاً         | ۲۰۳    | ۴۰   | ۸        | ۰        | ۲۰     | ۲      | ۱۱     | ۳    | ۲۴۲    | ۴۴     |

## تیم ملی
در ژوئن ۲۰۱۸ وی به تیم ملی فوتبال ارمنستان دعوت شد.

## یادداشت
1. ↑  بازی(ها) در جام سودامریکانا
2. 1 2 3 4 5  Appearance(s) in لیگ قهرمانان کونکاکاف
3. 1 2  Appearance in Campeón de Campeones
4. ↑  یک بازی و یک گل در Campeón de Campeones, یک بازی در جام کمپئونز
5. ↑  یک بازی در Campeón de Campeones, یک بازی در جام لیگ‌ها
6. ↑  شامل سه بازی و دو گل در MLS is Back Tournament مرحله گروهی
7. ↑  یک بازی در MLS is Back Tournament مرحله حذفی، چهار بازی و دو گل در MLS Cup Playoffs